# Esperanto (Album)
Esperanto (benannt nach der Plansprache Esperanto) ist das zweite Studioalbum der deutschsprachigen Hip-Hop-Band Freundeskreis. Es erschien am 20. April 1999 über die Labels Four Music und Sony Music.

## Produktion
Das Album wurde von Freundeskreis produziert und in den NoSé Studios in Stuttgart aufgenommen. Tom Krüger übernahm das Mastering.

## Covergestaltung
Das Albumcover zeigt ein gemaltes Bild der drei Bandmitglieder DJ Friction, Max Herre und Philippe A. Kayser. Im Hintergrund sind Palmen zu sehen und im Vordergrund befindet sich das Freundeskreis-Logo.

## Gastbeiträge
Auf neun Liedern des Albums treten neben Freundeskreis weitere Künstler in Erscheinung. So ist die Sängerin Déborah im Refrain des Titelsongs Esperanto zu hören und der Rapper Shurik'n, Mitglied der französischen Gruppe IAM, hat einen Gastauftritt bei Briefwechsel / Letter Exchange. Der Track Tabula Rasa Pt. II ist eine Kollaboration mit den Musikern Andres, Gentleman, Tommy W. und Sékou, wobei Letzterer ebenfalls auf dem Stück All Apologies vertreten ist. Außerdem werden Freundeskreis auf Pulsschlag von der Rapgruppe Massive Töne sowie dem Rapper Afrob unterstützt, während die Sängerin Joy Denalane auf dem Titel Mit Dir zu hören ist. Afrob hat neben dem Sänger Udo Lindenberg einen weiteren Gastbeitrag auf Nebelschwadenbilder, und der Rapper Samy Deluxe arbeitet auf Eimsbush bis 0711 mit Freundeskreis zusammen. Außerdem hat Mighty Tolga einen Auftritt im Lied Sternstunde / Die Revolution der Bärte.

## Titelliste
| #  | Titel                                                                | Gastmusiker                          | Länge |
| -- | -------------------------------------------------------------------- | ------------------------------------ | ----- |
| 1  | Kore Bonvenon / Intro                                                |                                      | 2:01  |
| 2  | Esperanto                                                            | Déborah                              | 4:20  |
| 3  | FK Skit                                                              |                                      | 0:50  |
| 4  | Erste Schritte / Retrospektive                                       |                                      | 6:52  |
| 5  | 20 $ Skit                                                            |                                      | 0:47  |
| 6  | Tabula Rasa Pt. II                                                   | Gentleman, Sékou, Andres und Tommy W | 4:53  |
| 7  | Hit Skit                                                             |                                      | 0:23  |
| 8  | Sternstunde / Die Revolution der Bärte                               | Mighty Tolga                         | 5:24  |
| 9  | Briefwechsel / Letter Exchange                                       | Shurik'n                             | 5:56  |
| 10 | Reprise                                                              |                                      | 1:00  |
| 11 | Mit Dir                                                              | Joy Denalane                         | 4:39  |
| 12 | All Apologies                                                        | Sékou                                | 5:23  |
| 13 | Frico’s Skit                                                         |                                      | 0:50  |
| 14 | Pulsschlag                                                           | Massive Töne und Afrob               | 6:29  |
| 15 | Eimsbush bis 0711                                                    | Samy Deluxe                          | 4:55  |
| 16 | Don’s CP 70 Skit                                                     |                                      | 1:34  |
| 17 | Nebelschwadenbilder                                                  | Udo Lindenberg und Afrob             | 4:27  |
| 18 | Kore Salutas / Outro + Halt Dich an Deiner Liebe fest (Hidden Track) |                                      | 9:18  |

## Chartplatzierungen und Singles
Esperanto stieg am 3. Mai 1999 auf Platz 3 in die deutschen Albumcharts ein und belegte in den folgenden beiden Wochen Rang 5. Insgesamt hielt sich das Album 32 Wochen in den Top 100. Auch in Österreich (#15, 24 Wo.) und der Schweiz (#9, 17 Wo.) erreichte der Tonträger recht hohe Chartplatzierungen. In den deutschen Jahrescharts 1999 belegte das Album Rang 17.
Als Singles wurden die Lieder Esperanto (DE #46), Mit Dir (DE #9) und Tabula Rasa Pt. II (DE #30) ausgekoppelt.

## Verkaufszahlen und Auszeichnungen
Für mehr als 250.000 verkaufte Exemplare erhielt Esperanto noch im Erscheinungsjahr in Deutschland eine Goldene Schallplatte, womit es das kommerziell erfolgreichste Album der Gruppe ist.

## Rezeption
| Professionelle Bewertungen | Professionelle Bewertungen |
| -------------------------- | -------------------------- |
| Kritiken                   |                            |
| Quelle                     | Bewertung                  |
| laut.de                    | [ 8 ]                      |

Die Internetseite laut.de gab dem Album vier von möglichen fünf Punkten:

„Der Großteil der Songs ist ruhig gehalten, mit entspannten Klavier- und Flamencogitarrenloops. Esperanto, der Titelsong und auch die erste Singleauskopplung, ist einfach geil und macht Lust auf diesen Sprachenmischmasch mit den wippenden Beats. Und der Rest der Platte enttäuscht nicht. Freundeskreis haben gelernt, ihre Message von Freiheit und Brüderlichkeit klar zu verkaufen, ohne missionarisch zu nerven. Man hört ihren Geschichten gerne zu und bekommt das Gefühl: Hey, die Jungs meinen das ernst.“